# Charles Hatchett
Charles Hatchett est un minéralogiste et chimiste, ainsi qu'un industriel charron et carrossier, constructeur de véhicule britannique, né le 2 janvier 1765 à Londres à Long Acre (quartier des fabricants et vendeurs de voitures) et mort le 10 mars 1847 à Londres (dans le quartier de Chelsea). 

## Biographie
Il est le fils de John Hatchett charron et carrossier, constructeur de véhicules britannique.
Il fait des études de chimie et de minéralogie. Le 24 mars 1787, il épouse Elizabeth Collick à l'église St Martin's-in-the-Fields. Le couple a deux enfants, un fils John Charles Hatchett (baptisé le 27 janvier 1788 à St Martin's-in-the-Fields) et une fille Anna Frederica Hatchett, qui épousera plus tard le chimiste William Thomas Brande.
Il travaille d'abord avec son père et son frère, charrons, dans le domaine du bois et du métal, puis ce chimiste et mécanicien confirmé fonde en 1800 une usine chimique à Chiswick.

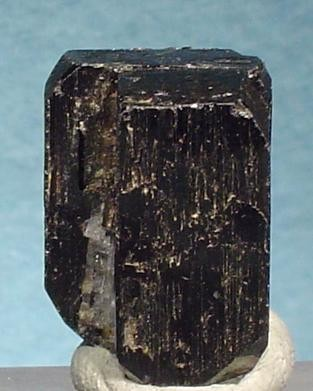
Columbite collecté sur le site d'Hadam (désigné sur la fiche descriptive à peine lisible par le nom indien Nautneague

En 1801, alors qu’il inventorie les collections minéralogiques du British Museum, le chimiste découvre un lot de columbite (ou niobite), en analyse divers morceaux dans lequel il découvre une "nouvelle terre ", en conséquence un élément inconnu qu'il nomme columbium (Cb), en l'honneur de Christophe Colomb, de la même façon que les minéraux noirs denses, à cassure dorée, étaient déjà dédié à l'Amérique avec la mention "Columbia". 
Sa découverte est annoncée à la Royal Society le 26 novembre 1801. Il fait l'objet de publications ultérieures . 
Mais en 1802, le chimiste suédois Ekeberg découvre à partir de la tantalite, corps jugé très similaire à la columbite, élément qu'il nomme tantalum. Une controverse sur les travaux minéralogiques et chimiques de Charles Hatchett se développe, malgré la vérification par ce dernier de la différence entre oxyde de columbium et oxyde de tantale et sa résistance à l'assimilation des deux éléments et des deux espèces minérales. C'est finalement en 1809 le médecin et chimiste William Hyde Wollaston qui s'érige en juge-expert et affirme l'identité, au bénéfice de la chimie suédoise de l'université d'Uppsala. Entre-temps, vilipendé, Charles est revenu à l'industrie des transports, associé à son frère. 

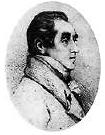
Un chimiste méticuleux, pourtant décrié par ses collègues et rivaux

Pourtant, les faits et données minéralogiques et l'analyse méticuleuse des corps, malgré des impuretés résiduelles conséquentes, donnent raison quelques décennies plus tard au chimiste anglais, abandonné à l'époque. Seule la tradition scientifique américaine garde très tôt l'apport nominal de Charles Hatchett, il est vrai essentiellement à l'origine pour des raisons subsidiaires reliées à l'origine nord-américaine des échantillons, source primitive de fierté nationale.
L'activité de charronnerie, en plein essor méritant le nom d'industrie, est bien plus lucrative que la chimie expérimentale. De 1807 à 1819, Charles réside dans la maison domaniale de Mount Clare, à Roehampton près de Londres. Il vit ensuite dans la maison domaniale de Bellevue dans le vaste quartier huppé de Chelsea.  
Il est mort dans sa demeure à 82 ans en 1847. Il est inhumé dans l'église saint Laurence, à Upton-cum-Chalvey. Sa tombe est à proximité de celle de l'astronome William Herschel.

## Récompenses et honneurs posthumes

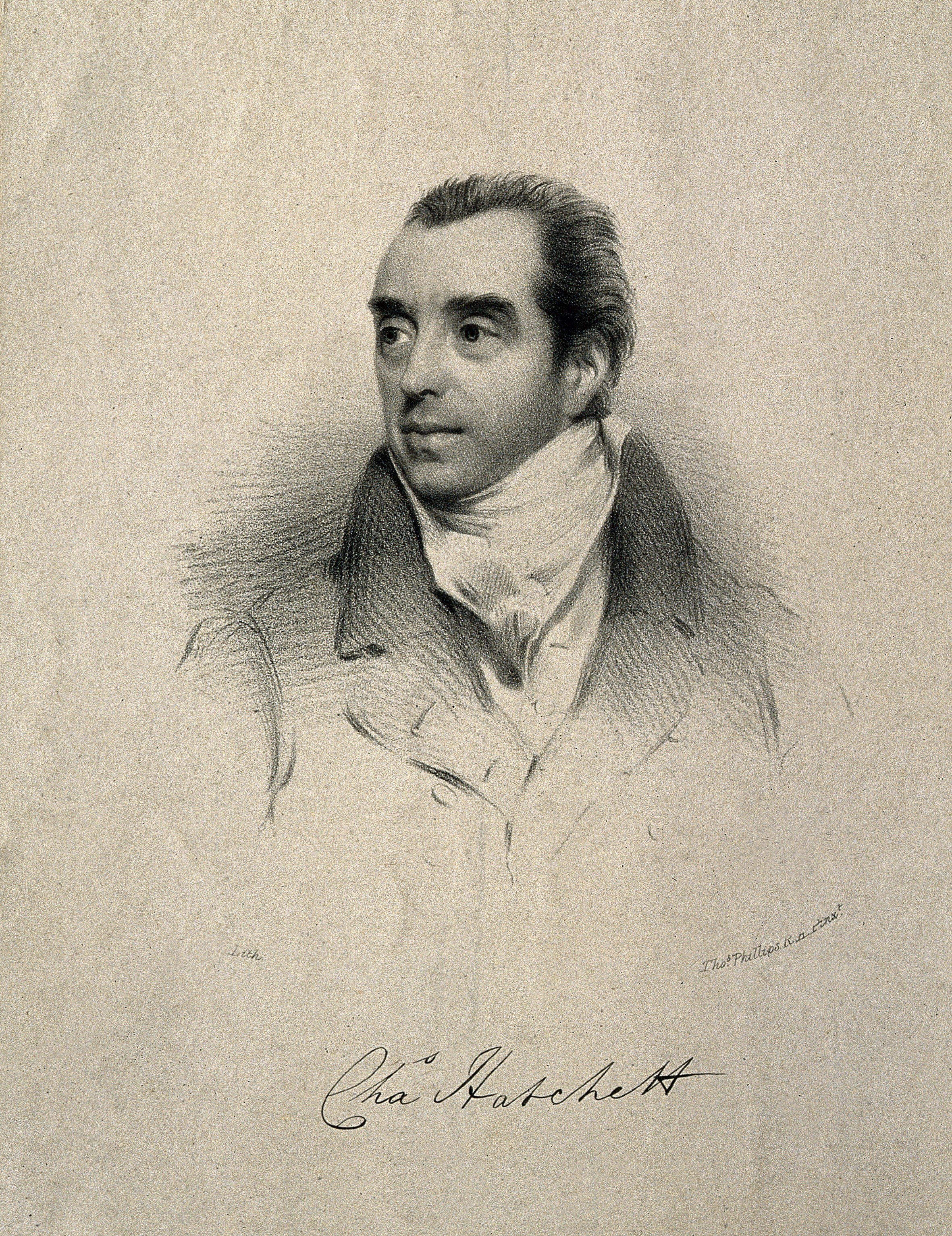
Portrait lithographique de Charles Hatchett

De son vivant, Charles Hatchett est nommé Fellow of the Royal Society le 9 mars 1797.
Il est aussi membre de la Royal Society of Edinburgh.
Depuis 1979, l'Institut londonien des matériaux, minéraux et des activités minières (Institute of Materials, Minerals and Mining ou "IOM3") décerne chaque année le prix Charles Hatchett à un scientifique métallurgiste chevronné. La récompense est conférée à l'auteur du meilleur article en science et technologie concernant le niobium. 

## Publications
- Analysis of Magnetical Pyrites ("analyse des pyrites magnétiques") ouvrage paru à Londres paru en 1804.
- Treatise on Spikenard of the Ancients ("traité sur le nard des anciens, englobant le nard celtique ou le jatamansi, plante ou poudre calmante, tranquillisante) "), ouvrage paru en 1836.